# Bolechiw
Bolechiw (ukrainisch Болехів; russisch Болехов Bolechow, polnisch Bolechów, deutsch selten Bolechau) ist eine ukrainische Stadt mit etwas mehr als 10.000 Einwohnern. Sie liegt in der Oblast Iwano-Frankiwsk, war dieser auch bis Juli 2020 direkt unterstellt und befindet sich westlich der Bezirkshauptstadt Iwano-Frankiwsk. In der Nähe befinden sich die Städte Dolyna und Kalusch.

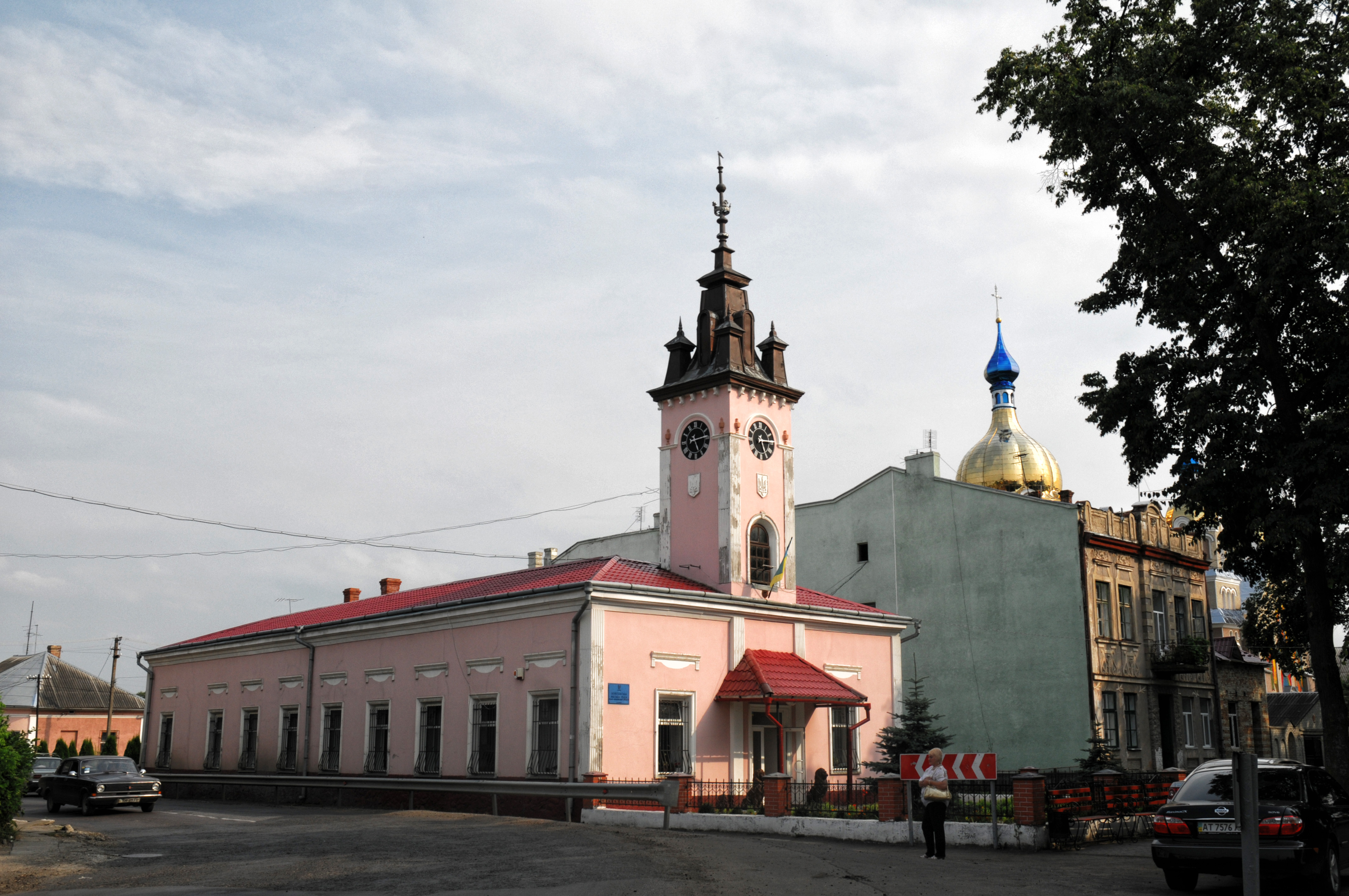
Rathaus in Bolechiw

Unmittelbar hinter der Stadt erheben sich die ersten Berge der Karpaten.

## Geschichte
Die heutige Stadt wurde 1371 zum ersten Mal schriftlich erwähnt, 1603 erhielt sie das Magdeburger Stadtrecht verliehen. Bis 1772 lag der Ort in der polnisch-litauischen Adelsrepublik in der Woiwodschaft Ruthenien und wurde danach dem österreichischen Kronland Galizien angeschlossen, zwischen 1854 und 1867 war der Ort Sitz einer Bezirkshauptmannschaft. Mit der österreichischen Herrschaft setzte auch eine deutsche Siedlertätigkeit in und um den Ort herum ein, die Stadt selbst war hauptsächlich von jüdischen Einwohnern besiedelt. Diese Siedlertätigkeit wurde auch durch den Bau und die Eröffnung einer Station an der heutigen Bahnstrecke Stryj–Iwano-Frankiwsk im Jahre 1875 begünstigt, zu den Siedlungen zählten die nach dem Ersten Weltkrieg eingemeindeten Orte Bolechów Ruski, Dołżka, Neubabilon/Babilon Nowy, Salamonowa Górka und Wołoska Wieś.
Nach 1918 kam der Ort zu Polen und lag in der Woiwodschaft Stanislau, im Verlauf des Zweiten Weltkrieges wurde er zunächst durch die Sowjetunion besetzt und Verwaltungszentrum eines neu geschaffenen Rajons, kam aber 1941 bis 1945 unter deutsche Besatzung und lag im Distrikt Galizien. Die gesamte jüdische Bevölkerung wurde während dieser Zeit deportiert und ermordet (siehe auch: Synagoge (Bolechiw)).
Nach dem Krieg fiel die Stadt dann wieder an die Sowjetunion (in der Ukrainischen SSR) und war bis 1964 Hauptort des Rajons Bolechiw, ehe dieser mit dem heutigen Rajon Dolyna vereinigt wurde. 1991 wurde die Ukraine ein unabhängiger Staat von 21. Oktober 1993 bis 17. Juli 2020 steht die Stadt direkt unter Oblastverwaltung.

## Verwaltungsgliederung
Am 12. Juni 2020 wurde die Stadt zum Zentrum der neugegründeten Stadtgemeinde Bolechiw (Болехівська міська громада Bolechiwska miska hromada). Zu dieser zählen auch noch die 10 in der untenstehenden Tabelle aufgelisteten Dörfer, bis dahin bildete sie zusammen mit den gleichen Dörfern sowie dem Dorf Pidbereschschja (Підбережжя, polnisch Podbereż) die gleichnamige Stadtratsgemeinde Bolechiw (Болехівська міська рада/Bolechiwska miska rada) im Norden des Rajons Dolyna, war jedoch verwaltungstechnisch kein Teil desselben.
Am 17. Juli 2020 wurde der Ort Teil des Rajons Kalusch.
Folgende Orte sind neben dem Hauptort Bolechiw Teil der Gemeinde:
| Name                     | Name       | Name                         | Name                       | Name |
| ukrainisch transkribiert | ukrainisch | russisch                     | polnisch                   |      |
| ------------------------ | ---------- | ---------------------------- | -------------------------- | ---- |
| Bubnyschtsche            | Бубнище    | Бубнище (Bubnischtsche)      | Bubniszcze                 |      |
| Bukowez                  | Буковець   | Буковец                      | Równia, deutsch Jammerstal |      |
| Husijiw                  | Гузіїв     | Гузиев (Gusijew)             | Huziejów                   |      |
| Kosakiwka                | Козаківка  | Казаковка (Kasakowka)        | Brzaza                     |      |
| Mischritschtschja        | Міжріччя   | Междуречье (Meschduretschje) | Czołhany                   |      |
| Poljanyzja               | Поляниця   | Поляница (Poljaniza)         | Polanica                   |      |
| Saritschtschja           | Заріччя    | Заречье (Saretschje)         | Zarzecze                   |      |
| Sukil                    | Сукіль     | Сукель (Sukel)               | Sukiel                     |      |
| Tanjawa                  | Танява     | Танява                       | Taniawa                    |      |
| Tyssiw                   | Тисів      | Тисов (Tissow)               | Cisów                      |      |

## Persönlichkeiten
- Ber aus Bolechow (* 1723; † 1805), jüdischer Schriftsteller und Kaufmann
- Daniel Mendelsohns Großvater Abraham Jäger wurde 1902 in Bolechow geboren.
- Swetlana Dwinskich, Hydrologin, Geoökologin und Hochschullehrerin, wurde 1948 in Bolechow geboren.